# Дарзиньш, Эмилс
Э́милс (Эмиль) Да́рзиньш (латыш. Emīls Dārziņš; 3 ноября 1875 — 31 августа 1910) — латышский композитор, музыкальный критик, хоровой дирижёр.

## Биография
Сын сельского учителя. С самого раннего возраста занимался музыкой, несмотря на слабое здоровье (так, из-за реакции организма на солнечный свет в течения пяти лет юный Дарзиньш вынужден был жить в совершенно тёмной комнате). В 16 лет перебрался из провинции в Ригу, продолжая заниматься музыкой; раннее сочинение Дарзиня для мужского хора «Вы, холмы, и вы, луга» (латыш. Jūs kalni un jūs lejas; 1892) получило одобрение Язепа Витола.
В 1897 г. Дарзиньш поступил в Московскую консерваторию, однако не смог продолжить обучение по состоянию здоровья. В 1898 г. он вновь предпринял попытку продолжить профессиональное образование и поступил в класс органа Санкт-Петербургской консерватории (педагог Луи Гомилиус), изучал также композицию под руководством Н. А. Римского-Корсакова. Из-за недостатка средств в Петербурге Дарзиньш давал частные уроки музыки, выступал как музыкальный критик, но в конечном итоге так и не смог свести концы с концами и в 1901 г. вернулся в Ригу, не окончив консерваторского курса.
В Риге Дарзиньш преподавал музыку в различных гимназиях и частным порядком, его учениками были композиторы Янис Залитис и Адольфс Абеле.
В 1903 году женился, в браке родились сын Вольфганг и дочь Лайма.
Утром 18 (31) августа 1910 года тело Дарзиньша было найдено недалеко от станции Засулаукс, он был сбит поездом. В прессе широко обсуждались предположения о самоубийстве. Дарзиньш был похоронен на кладбище при церкви Святого Мартина в рижском районе Агенскалнс.

## Творчество
Творческое наследие Дарзиня-композитора крайне невелико: ему принадлежит 43 сочинения, из которых 6 утрачены; в частности, из четырёх пьес Дарзиня для оркестра уцелел только «Меланхолический вальс» (1904). В разное время Дарзиньш строил планы сочинения нескольких опер (в том числе по пьесе А. П. Чехова «Иванов»), однако все эти проекты не состоялись, от единственной начатой оперы «Розовые дни» (латыш. Rožainās dienas) остались только наброски в клавире.
Тем не менее, вокальные и хоровые сочинения Дарзиня стали национальной классикой. Сохранились 17 песен для голоса и фортепиано, 8 пьес для мужского хора, 7 для смешанного, 1 для женского и 1 для детского. Семь раз Дарзиньш обращался к поэзии Яниса Порука, писал также на стихи Райниса, Аспазии, Рудольфа Блауманиса; положил на музыку «Испанский романс» («Я здесь, Инезилья…») А. С. Пушкина в латышском переводе Вилиса Плудониса.
В наибольшей степени Дарзиньш выступал как музыкальный критик в ведущих латвийских изданиях, опубликовав, в частности, пространный очерк «О происхождении оперы» (латыш. Par operas izcelšanos; 1907), развёрнутые характеристики ведущих национальных композиторов Язепа Витолса и Алфреда Калныньша, а также ряд отзывов на текущие события музыкальной жизни, в результате которых у него сложились конфликтные отношения с некоторыми другими заметными представителями латышской музыкальной общественности.
Премьера двух оркестровых сочинений Дарзиня, «Одинокая сосна» (латыш. Vientuļā priede) и «Меланхолический вальс» (латыш. Melanholiskais valsis), вызвала продолжительную полемику в латышской прессе: критик и фольклорист Павел Юрьянс обрушился на них как на дилетантские и содержащие в себе элементы плагиата. Дарзиньш печатно защищался, получив для публикации положительный отзыв Александра Глазунова о своих пьесах; Юрьянс в ответ опубликовал отрицательный отзыв о пьесах Дарзиня, полученный им от Яна Сибелиуса. В конечном итоге Дарзиньш уничтожил партитуры всех четырёх своих сочинений для оркестра («Меланхолический вальс» был реконструирован после его смерти Артуром Бобковицем).

## Память
- В его честь названа Музыкальная школа имени Эмиля Дарзиня в Риге. В 1975 году у школы воздвигнут памятник композитору[2]
- Произведение изобразительного искусства фотография «Мать» — портрет скорбящей матери композитора Эмилса Дарзиньша в десятую годовщину со дня его смерти.
- В 1981 году режиссёр Ансис Эпнерс снял документальный фильм, посвященный Эмилсу Дарзиньшу.[3]

### Об Эмиле Дарзине
- Emīls Dārziņš: piemiņas krājums / V.Penģerota redakcija — Rīga, 1925.
- Alfrēds Sausne. Emīls Dārzin̦š. — Rīga: Grāmatu draugs, 1935. (Второе издание: Rīga: T.O.Šteinberga apgāds, 1943.)

### Издания сочинений Дарзиня
- Raksti. Atmin̦as par Emīlu Dārzin̦u. / Sakārtojis Arvīds Darkevics. — Rīga: Liesma, 1975. — 367 p.
- Emīls Dārziņš. Ceļa jūtīs: Eseja. — Rīga: Liesma, 1985. — 22 p.